# Panny wyklęte
Panny wyklęte – kompilacja nagrań polskich wykonawców, w tym. m.in. takich jak: Paulina Przybysz, Natalia Przybysz, Marcelina Stoszek oraz Ania Brachaczek. Wydawnictwo ukazało się 8 listopada 2014 roku nakładem Fundacji Niepodległości w dystrybucji Fonografiki. Projekt został zainspirowany historią Żołnierzy Wyklętych.
Płyta dotarła do 11. miejsca polskiej listy przebojów (OLiS). Do pochodzącej z płyty piosenki „Nocna zmiana” został zrealizowany teledysk.

## Lista utworów
Źródło.
| Nr  | Tytuł utworu                                                                               | Długość |
| --- | ------------------------------------------------------------------------------------------ | ------- |
| 1.  | „Siła” (Mona, Maleo Reggae Rockers)                                                        | 3:37    |
| 2.  | „On nie zapomni” (Marcelina Stoszek, Maleo Reggae Rockers)                                 | 3:14    |
| 3.  | „Niezłomni” (Kasia Kowalska, Maleo Reggae Rockers)                                         | 4:12    |
| 4.  | „Jedna chwila” (Kasia Malejonek, Maleo Reggae Rockers)                                     | 4:16    |
| 5.  | „Heroina” (Gonix, Maleo Reggae Rockers)                                                    | 3:53    |
| 6.  | „Jest mi zimno” (Ania Brachaczek, Maleo Reggae Rockers)                                    | 3:13    |
| 7.  | „Inna” (Ifi Ude, Maleo Reggae Rockers)                                                     | 4:20    |
| 8.  | „Panie generale” (Halina Mlynkova, Maleo Reggae Rockers)                                   | 4:26    |
| 9.  | „Nocna zmiana” (Mona, Lilu, Gonix, Dore, Maleo Reggae Rockers)                             | 4:14    |
| 10. | „Walczyk” (Lilu, Maleo Reggae Rockers)                                                     | 4:00    |
| 11. | „Modlitwa dziewczyńska” (Marika, Maleo Reggae Rockers)                                     | 4:36    |
| 12. | „Kawka na Ordynackiej” (Paresłów, Maleo Reggae Rockers)                                    | 3:33    |
| 13. | „Czarno – biały” (Paulina Przybysz, Natalia Przybysz, Anna Przybysz, Maleo Reggae Rockers) | 3:49    |
| 14. | „Prawem wilka” (Marcelina Stoszek, Maleo Reggae Rockers)                                   | 4:39    |
| 15. | „Noc” (Ania Brachaczek, Darek Malejonek, Maleo Reggae Rockers)                             | 5:02    |
| 16. | „Etiuda rewolucyjna” (Fryderyk Chopin, Maleo Reggae Rockers)                               | 3:31    |
|     |                                                                                            | 1:04:35 |